# Windows Preinstallation Environment
Windows Preinstallation Environment (anche noto come Windows PE o WinPE) è una versione leggera di Microsoft Windows, prodotta a partire da Windows XP in numerose versioni, utilizzata per l'installazione di workstation e server in grandi aziende. È anche usato dagli OEM per preinstallare sistemi operativi Windows durante la produzione. Può essere anche utilizzato come un'alternativa a MS-DOS, come sistema operativo, effettuando l'avvio del sistema da un CD o da una chiave USB, invece di effettuare il boot da un floppy disk o dal disco rigido, fungendo così da supporto di emergenza.
WinPE è utilizzato anche per l'installazione dei sistemi supportati ed è stato rinnovato con l'uscita di Windows Vista, rimanendo invariato con piccoli ritocchi grafici su Windows 7, 8.1, 10 e 11.

## Versioni
Le seguenti versioni sono quelle maggiormente conosciute:
- 1.0 - La prima versione dell'Ambiente preinstallazione di Windows
- 1.1 - Ricavata da Windows XP Professional con Service Pack 1 (SP1)
- 1.2 - Ricavata dalla famiglia di Windows Server 2003
- 1.5 (Windows PE 2004) - Ricavata da Windows XP Professional con Service Pack 2 (SP2)
- 1.6 (Windows PE 2005) - Ricavata da Windows Server 2003 con Service Pack 1 (SP1)
- 2.0 - Derivata dalla prima edizione di Windows Vista. Questa versione si differenzia dalle altre versioni dato che non ha bisogno del disco per caricare tutti i file. Ciò significa che il download ha ora una dimensione di 900 MB, invece dei 60 MB delle versioni precedenti. È possibile modificare il disco di avvio predefinito per avere accesso a un plug-in con alcuni driver aggiuntivi, come Windows Management Instrumentation, Windows Script Host, e altre applicazioni a 32 bit (o applicazioni a 64 bit per versioni a 64 bit). Altre nuove funzionalità includono la possibilità di riscrivere un disco RAM.
- 2.1 - Ricavata da Windows Server 2008, questa versione utilizza la stessa base di codice di Windows Vista SP1[2]
- 2.2 - Ricavata da Windows Server 2008 SP2, questa versione ha la stessa base di codice di Windows Vista SP2
- 3.0 - Ricavata dal codice di base di Windows 7. È inclusa nel WAIK 2.0.
- 3.1 - Dal codice di base di Windows 7 SP1. È inclusa nel Windows Automated Installation Kit (AIK), supplemento per Windows 7 SP1 disponibile dal sito Web di Microsoft.
- 4.0 - Ricavata dal codice di base di Windows 8. È inclusa in Windows ADK (Kit di Windows 8.0) e dal sito web di Microsoft.
- 5.0 - Ricavata dal codice di base di Windows 8.1. È incluso in Windows ADK (Kit di Windows 8.1) e dal sito web di Microsoft. Supporta anche Windows Server 2012.
- 5.1 - È un aggiornamento della versione 5.0 che viene applicato manualmente[3].
- 10.0.10240.16384 - Ricavata da Windows 10 versione 1507 [4][5]
- 10.0.10586.0 - Ricavata da Windows 10 versione 1511 [6]
- 10.0.14393.0 - Ricavata da Windows 10 versione 1607 [7]
- 10.0.15063.0 - Ricavata da Windows 10 versione 1703
- 10.0.16299.15 - Ricavata da Windows 10 versione 1709
- 10.0.17134.1 - Ricavata da Windows 10 versione 1803
- 10.0.17763.1 - Ricavata da Windows 10 versione 1809
- 10.0.18362.1 - Ricavata da Windows 10 versione 1903
- 10.0.19041.1 - Ricavata da Windows 10 versione 2004
- 10.0.20348.1 - Ricavata da Windows Server 2022 LTSC
- 10.0.22000.1 - Ricavata da Windows 11 versione 21H2
- 10.0.22621.1 - Ricavata da Windows 11 versione 22H2
- 10.0.25398.1 - Ricavata da Windows Server 2022 AC